# 角苔目
角苔目（学名：Anthocerotales）是角苔纲下的一个目。

## 下属分类
本目包括以下科：
- 角苔科 Anthocerotaceae

科的地位未定的属：
- Capsulites S.D.Saksena, 1948
- Notothylacites F.Nemejc & B.Pacltová, 1974
- Rudolphisporis W.Krutzsch, 1963
- Shuklanites L.C.Singhai, 1964